# Game (film, 2011)
Cet article concerne le film d'Abhinay Deo. Pour le film de David Fincher, voir The Game.
Pour plus de détails, voir Fiche technique et Distribution.
Game (hindi : गेम) est un film d'action indien réalisé par Abhinay Deo et produit par Excel Entertainment sorti en avril 2011.
Le rôle principal est tenu par Abhishek Bachchan entouré de  Kangana Ranaut,  Boman Irani, Jimmy Shergill et Sarah-Jane Dias, ex-Miss Inde dont ce sont les débuts à Bollywood.
Tourné à Mumbai, en Grèce, à Istanbul, à Londres et à Bangkok, c'est un thriller d'action qui s'inspire de la trilogie Jason Bourne.

## Synopsis
Neil Menon, Op Ramsay, Tisha Khanna et Vikram Kapoor sont invités par Malhotra Kabir reclus sur son île privée de Samos (Grèce). Aucun d'entre eux ne connaît les autres, mais ils vont bientôt tous se haïr.

## Fiche technique
- Réalisation : Abhinay Deo
- Scénario : Farhan Akhtar et Javed Akhtar
- Photo : Kartik Vijay
- Montage : Amitabh Shukla
- Musique : Shankar-Ehsaan, Loy
- Chorégraphie : Merchant, Shiamak Davar
- Producteur : Farhan Akhtar, Ritesh Sidhwani
- Distribution : Excel Entertainment - Eros International Ltd
- Pays :  Inde
- Langue : anglais - hindi
- Date de sortie :  Inde : 1er avril 2011

## Distribution
- Abhishek Bachchan - Neil Menon
- Sarah-Jane Dias - Maya
- Kangana Ranaut - Sia Agnihotri
- Jimmy Shergill - Vikram Kapoor
- Shahana Goswami - Tisha Khanna
- Boman Irani - Op Ramsay
- Anupam Kher - Kabir Malhotra
- Gauhar Khan

## Musique
- 1."Its a Game"
- 2."Maine Yeh Kab Socha Tha"
- 3."Mehki Mehki"
- 4."Kaun Hai Ajnabi"
- 5."Its a Game"- reprise